# テイチクエンタテインメント
株式会社テイチクエンタテインメント（英語：TEICHIKU ENTERTAINMENT, INC.）は、日本のレコード会社である。通信カラオケ大手JOYSOUNDを運営するエクシングの連結子会社で、ブラザー工業グループに属する。
社名の「テイチク」は設立時に用いていた「帝国蓄音機商会（ていこくちくおんきしょうかい）」の略称である。

## 概要
南口重太郎が大阪に「スタンダード・レコード」設立。のちにテイチクの一工場となる。南口は忠臣楠木正成を崇拝しており、このとき「楠公印」のレーベルマークを商標登録、のちにテイチクでも使われる。
民族資本のレコード会社としてキングレコードと並ぶ老舗である。
演歌・歌謡曲の売上が過半数以上を占め、日本コロムビアと並び同ジャンルが主力商品となっている。1999年迄にワーナーミュージック・ジャパン、ポニーキャニオン、BMG JAPAN（現：ソニー・ミュージックレーベルズ）など有力レコード会社が演歌部門を閉鎖し多くの演歌歌手が移籍したこともあり、NHK紅白歌合戦出場の歌手が多数所属している。
歌う俳優である石原裕次郎が歌手デビュー時から終身所属していた。「国民歌手」と呼ばれた三波春夫も、デビュー時から終身所属していた。
落語・軍歌・カラオケソフト（DVD / LD）を豊富に所有しているほか、2000年代以降は発車メロディや鉄道関連のソフト、沖縄音楽のアーティストも売り出している。海外レーベルとの結びつきは大きくないが、近年では映画『20世紀少年』のテーマソングを歌うT.REXなどの洋楽アーティストも扱っている。
なお、東京に同名の帝国蓄音器商会（ヒコーキレコード）というレコード会社があったが、1925年（大正14年）に他社と合併して合同蓄音器となっており、奈良の帝国蓄音機とは無関係である。

## 沿革

### 黎明期
1931年（昭和6年）2月、吉川島次と南口重太郎が合資会社帝国蓄音器商会を設立。本社・工場を奈良県奈良市に、事務所・録音スタジオを兵庫県川辺郡川西町（現在の川西市）花屋敷においた。1934年に帝国蓄音器株式会社に改組。当時、吉川は奈良県生駒郡郡山町（現在の大和郡山市）で農業を営みながら蚊帳などの問屋をしており、副業として蓄音器（ハードウェア）の販売を始めた。
1953年（昭和28年）4月に帝国蓄音器株式会社はテイチク株式会社に商号変更した。

### 松下電器産業傘下時代
1961年（昭和36年）9月に松下電器産業（以下松下電器、現：パナソニックホールディングス）と提携する。1990年代前半ヒット曲に恵まれず赤字決算が続くようになり、1996年に当時の親会社である松下電器ビデオ事業部長を務めた三浦一光が社長に就任。1997年より松下流の構造改革に打ち出し、ファンハウス（現：ソニー・ミュージックレーベルズ）に移籍していたBEGINを復帰させる。天童よしみ「珍島物語」と川中美幸「二輪草」がミリオンセラーを記録、1998年にJ-POP系のgo-toレーベルを立ち上げる一方、アニメ部門・さだまさし在籍のワンダーエンターテイメント・プレス工場・レコーディングスタジオの清算による160人の希望退職など大規模なリストラを実施した。

### 日本ビクター傘下時代
1999年5月には松下電器の意向でビクターエンタテインメント役員の飯田久彦が歌手経験者初となる社長に就任。1999年10月に松下電器が保有する当社全株式をビクターエンタテインメントに譲渡し、松下グループのコンテンツ事業は当時、松下電器の子会社であった日本ビクター（現：JVCケンウッド）傘下に集約させた。その際、「テイチク」から「テイチクエンタテインメント」へ社名変更し、後にJ-POP再編で新レーベルのインペリアルレコードを発足する。同時期に大泉逸郎の「孫」がミリオンセラーを達成したことで2000年に業績が回復した。
2008年（平成20年）に親会社が日本ビクター（JVCケンウッド・ホールディングス、当時）に異動した。
2010年（平成22年）4月16日 一部報道で「ソフトバンクが5月を目処にJVCケンウッドの子会社である当社とビクターエンタテインメントを過半数の株式を取得し子会社化、年内に残りの株式も取得し完全子会社化することで大筋合意した」と報じられたが、両社共にニュースリリースで否定した。しかし、29日に交渉が打ち切られたと報じられた。

### エクシングによる買収
2015年（平成27年）、ブラザー工業子会社で通信カラオケ・音楽事業を担うエクシングがJVCケンウッドが保有する全株式を取得して子会社化しブラザー工業グループ入り し、JVCケンウッド・ビクターエンタテインメント（現：ビクターエンタテインメント〈二代目〉）との「兄弟会社」関係は解消。ただし、パッケージメディアの製造や販売等の流通委託に関しては2024年（令和6年）現在、これまで通りビクターエンタテインメント（二代目）への流通委託が継続されている。同年、松下優也率いる音楽グループ「X4」による新レーベル「XVISION」設立。なお、エクシングによる当社の買収は、同じく通信カラオケ「DAM」を運営する第一興商が2001年（平成13年）に日本クラウンおよび徳間ジャパンコミュニケーションズを子会社化して以来、14年ぶりの通信カラオケ運営会社によるレコード会社の買収となるほか、エクシング入りした当社も、第一興商傘下の日本クラウン、徳間ジャパンの両社も、居酒屋やパブ・スナックのようないわゆる「ナイト市場」で歌われる曲に強みを持つことを共通点としている。
2017年（平成29年）に本社をエクシング東京本社が入居する東京都港区の芝パークビルB館8階へ移転した。

### 年表
- 1931年（昭和6年）2月、合資会社、帝国蓄音器商会を設立。
- 1932年（昭和7年）5月 新譜を第一回発売とし、1枚80銭の黒盤（5000番台）を標準規格商品とする。
- 1934年（昭和9年）2月 株式会社に改組して「帝国蓄音器株式会社」に商号変更し本社を奈良市に移した。1枚1円の緑盤（15000番台）を発売。
- 1934年（昭和9年） 日本コロムビアから作曲家の古賀政男を抜擢して重役に任用し、同社から録音技師と社員も呼び寄せた。東京進出に際して文芸部を銀座に、録音スタジオを杉並堀之内に置く。文芸部は、後に録音スタジオの地へ移転。楠木繁夫、松島詩子を専属として主力歌手とし、年末にはディック・ミネも専属とした。
- 1936年（昭和11年） 藤山一郎、美ち奴が入社。本社を奈良市肘塚町へ移転し、工場も設備拡大を行う。
- 1938年（昭和13年） 古賀政男退職。満洲国の新京に録音スタジオを新設して11月15日から録音を開始する。
- 1943年（昭和18年） 10月6日に工場を失火で全焼。
- 1944年（昭和19年）5月25日 帝蓄工業株式会社に商号変更。
- 1945年（昭和20年）3月13日 この日の録音をもって録音を休止（この日録音の5面は未発売に終わる）。レコードの製造は継続。終戦後は、直ちに標準盤の新規格を制定して代表作品の再発売を開始する。
- 1946年（昭和21年）3月21日 戦後の新録音を再開する。同年10月には社章を新しくしたが、レコードのレーベルは在庫分と新規分が混在しており一斉変更ではない。
- 1950年（昭和25年）12月18日 社長の南口重太郎が死去。
- 1951年（昭和26年）1月6日 南口重治が新社長に就任。同年9月に米国デッカとの契約成立。それに伴いSPレコードの品質が格段に向上する。
- 1952年（昭和27年）2月 デッカ・レコードを発売。
- 1953年（昭和28年）4月1日 テイチク株式会社に商号変更。同年、レコードの録音に磁気テープの使用を開始。
- 1954年（昭和29年） LPレコード・EPレコードの発売を開始。
- 1961年（昭和36年） 杉並堀之内の録音スタジオ改築完成。同年9月11日に松下電器産業と提携。
- 1969年（昭和44年） 米デッカとの契約終了。発売権は日本ビクター 音楽レコード事業部（別称ビクターレコード）へ譲渡し、譲渡後、レーベル名を「MCA」とする。
- 1985年（昭和60年） グロビュール音楽出版株式会社設立[注釈 2]。
- 1987年（昭和62年） BAIDISレーベル新設。
- 1989年（平成元年） ZEBRAZONEレーベル新設、株式会社近畿ゼネラルサービス設立。
- 1993年（平成5年） CD製造ライン設置。株式会社テイチク・ミュージック・コーポレーション（TMC）、株式会社トライクル設立。
- 1998年（平成10年） go-toレーベル、KID'S DOMレーベル新設。株式会社トライクル、株式会社デヴォンポート解散。
- 1999年（平成11年） 経営不振のため同じ松下電器の子会社だった日本ビクターに経営権を譲渡。ビクターはテイチクに飯田久彦を社長として送り込んだ。その際現在の株式会社テイチクエンタテインメントに商号変更した。
- 1999年（平成11年） テイチク興業株式会社、スタジオ「グリーン・バード杉並」解散。エムシーエー・パナソニック・ミュージック株式会社解散。ワンダーエンターテイメント株式会社解散。株式会社テイチク・ミュージック・コーポレイション解散。奈良事業部（ディスク製造工場）を株式会社近畿ゼネラルサービスへ営業譲渡。本社を日本ビクター映像事業部が入居する京セラ原宿ビルに移転。
- 2000年（平成12年）4月 インペリアルレコード新設。
- 2006年（平成18年）4月 タクミノート新設。
- 2008年（平成20年） 日本ビクターがパナソニックグループから離脱してケンウッドと経営統合したことに伴い、パナソニックグループから離脱。
- 2009年（平成21年）7月 関連会社のグロビュール音楽出版株式会社が、株式会社テイチクミュージックに社名変更。
- 2010年（平成22年）4月16日 ソフトバンクが子会社化すると新聞で報じられたが親会社がニュースリリースで否定。後に交渉が決裂した。
- 2011年（平成23年）10月1日 JVCケンウッドが傘下の事業会社であった日本ビクターを合併したことに伴い、親会社となった。
- 2015年（平成27年）4月28日 - JVCケンウッドが保有する当社の株式（96.08%）を業務用カラオケ機器大手のエクシングが譲り受け親会社となる[1][11]。
- 2016年（平成28年）5月 ロッカンミュージック新設。
- 2017年（平成29年）8月 本社をエクシング東京本社と同じ芝パークビルB館8階へ移転。
- 2021年（令和3年）5月23日 社長の高木司が死去[12]。
- 2023年（令和5年）2月11日 創立90周年を迎える。

## レーベル
- テイチクレコード：主に演歌・歌謡曲
- インペリアルレコード：J-POP
- タクミノート：「大人のライフスタイルに寄り添う音楽を提案する」レーベル
- コンチネンタル・スター：1980年代の黄金ポップス時代、そして現在に至るまで活動を続けるアーティストを中心にリリースするレーベル。
- réveil（レヴェイユ）：ロック系列のレーベル。水戸華之介他。
- クロニクル：フィリップス・レコードの初期日本制作盤におけるシンコーミュージック原盤制作作品を中心とした和製ポップスの復刻レーベル。
- ロッカンミュージック：アニメソング・声優専門レーベル[13]。
- Age Free Music（エイジフリーミュージック）：富澤一誠が提唱する大人の音楽を提供するレーベルで、富澤が監修する作品が中心[14]
- I BLUE（アイ・ブルー）：スマイルカンパニーとの合同レーベル。
- BOGUS RECORDS（ボーガス・レコード）：2016年春に設立[15][16]。
- LIFE & MUSIC：「あなたの暮らしと人生に寄り添う音楽」をテーマに、子供から大人まで世代を超えて楽しめる音楽を提案するレーベル。[17]
- インペリアルレコードインターナショナル：海外ポピュラー

### 販売委託
- XMEレーベル：テイチクエンタテインメントと同じくエクシングの子会社であるエクシング・ミュージックエンタテイメントが運営するレーベル。
- VR （ブイアール）： 株式会社アズミックスから販売受託を受け立ち上げたJ-POP・J-ROCK・ヴィジュアル系・ゴスロリ系レーベル。
- Cana aria（カナリア）：田村ゆかりのプライベート・レーベル。MAGES.、コロムビア・マーケティングを経て2023年3月より販売受託開始。

### かつて存在したレーベル
- TMC
- TGM（ティー・グランド・ミュージック）
- TRYCLE
  - 上記3社は、テイチクの子会社として1994年に設立したJ-POP専門レコードレーベル。後にテイチクに吸収合併。
- NON STANDARD（細野晴臣主宰のレーベル）
- MONAD（細野晴臣主宰のレーベル）
- BAIDIS（ロックのレーベル）
- Baybridge Records（ジャズのレーベル）
- Bi-tam-ing（ビーイング系列アーティスト専用レーベル）
- BLACK（ロックのレーベル）
- ワンダーエンターテイメント（ヴァージン・ジャパンの一部スタッフが転籍して設立したレーベル。さだまさしがワーナー・パイオニアからの移籍当時このレーベルに参加していたが、レーベル廃止後はテイチクレコード本体に合流）
- ZEBRAZONE
- オーヴァーシーズ・レコード（ユニオンレコードが邦楽に転用された後に設立された洋楽の統合レーベル。その後インペリアルレコードに統合）
- 大映レコード（大映が設立したレコードレーベル。日本コロムビアに移籍後、1971年に大映倒産により自然消滅）
- XVISION（X4のプライベートレーベル。2020年3月にX4が解散したため消滅）
- ユニオンレコード（当初は各種洋楽の統括レーベルとして設立。1970年代は高田みづえらアイドル系レーベルとして使用されたが、例外的に演歌・歌謡曲もあった。2008年から2020年までは和田アキ子専用レーベル[注釈 3]であった。2021年に和田がユニバーサルミュージックに移籍したため消滅）

## 所属アーティスト

### テイチクレコード
- 青山新
- あさみちゆき
- 綾小路きみまろ（漫談家）
- 飯田圭織（アップフロントワークス/地中海/zetima→テイチクレコード）
- 池田聡
- 石川さゆり（コロムビア→ポニーキャニオン→テイチクレコード）
- 入山アキ子
- 上杉香緒里
- 臼澤みさき
- 大泉逸郎
- おおい大輔
- 奥村チヨ
- 奥山えいじ
- 梶芽衣子
- かつき奈々
- かつみ♥さゆり
- KANA
- 川中美幸
- 北山たけし
- 北山みつき
- 木川尚紀
- 木原たけし
- 恋川いろは
- 小桜舞子
- さかなクン
- 真田ナオキ
- 島津亜矢
- 清水博正（全盲の演歌歌手）
- 城之内早苗（CBS・ソニー→ポリスター→Y.J.サウンズ→Zetima→アップフロントワークス/Rice Music→ユニバーサル ミュージック/ユニバーサルシグマ→テイチクレコード）
- すぎもとまさと
- 杉良太郎（CBS・ソニー〈→ソニーレコード〉→テイチクレコード）
- 頭脳警察（ビクター音楽産業→ディウレコード→アイドルジャパンレコード→テイチクエンタテイメント）
- せきぐちゆき（テイチクレコード→タクミノート→テイチクレコード）
- 竹内力[18]
- 田端義夫（ポリドール→テイチクレコード、一時期テイチクを離れミノルフォンレコードに在籍していた時期もある）
- 伊達悠太
- チェウニ
- チャン・ウンスク（旧芸名チャン・スー）
- テツandトモ（ポニーキャニオン→ファイブズエンタテインメント→MY SONG→ワーナーミュージック・ジャパン→テイチクレコード）
- 天童よしみ（キャニオン・レコード→テイチクレコード）
- 東京力車
- 戸川純（テイチクレコードの他に、ソニー・ミュージックダイレクトにも所属している）
- どぶろっく
  - どぶろっかーず
- 内藤やす子
- 永井みゆき
- 南部直登
- 西崎緑
- 信政誠
- 野村克也
- ババロア@
- 浜博也
- 半田浩二
- ピーター（〈CBS・ソニーレコード→〉CBS・ソニー→テイチクレコード）
- ぴろき（ギタレレ漫談）（漫談家）
- 秀香
- ピンク・レディー（ビクター音楽産業〈→ビクターエンタテインメント〉→テイチクレコード）
- 藤野とし恵
- 前川清（RVC→ポニーキャニオン→BMGビクター→ガウスエンタテインメント→テイチクレコード）
- 増位山太志郎（一時期徳間ジャパンコミュニケーションズに在籍していたが、2009年に復帰）
- 松原健之
- 黛ジュン（東芝音楽工業→フィリップス→ソニーレコード→テイチクレコード）
- みずき舞（テイチク移籍前は本名の「細江真由子」名義で活動していた）
- 三田りょう
- 三丘翔太
- 森宮幸子
- 山口ひろみ
- 山口瑠美 演歌／歌謡物語（歌謡キネマ）
- 山田純大
- 山本譲二（ポニーキャニオン→テイチクレコード）
- ユウ燕
- 吉田マリア
- 星本エリー

### インペリアルレコード
- 浅香唯（ハミングバード〈→マイカルハミングバード〉→ワーナーミュージック・ジャパン→インペリアルレコード）
- a flood of circle
- 石川ひとみ（キャニオン・レコード→日本コロムビア→インペリアルレコード）
- 石田ミホコ
- 岩崎宏美（ビクター音楽産業〈→ビクターエンタテインメント〉→インペリアルレコード）
- indigo blue
- ukka
- 河野万里奈
- GRAND COLOR STONE
- jenny01
- 下地勇
- 0 SOUL 7
- タオルズ
- 滝口成美
- 竹内アンナ
- 立花綾香
- Tiana Xiao
- 寺嶋由芙
- 怒髪天
- 中田裕二
- 中村中
- Natural Punch Drunker
- BINECKS
- はなわ
- babamania
- BEGIN（テイチク→ファンハウス→テイチク→インペリアルレコード）
- BOP
- ピストルバルブ
- Pipping Hot
- 福岡ユタカ
- 風男塾
- THE FRANK VOX
- 牧野由依
- 松千
- Youjeen
- TarO&JirO
- LIFriends
- PERSONZ（BAIDIS→東芝EMI→オーマガトキ→ハッチ・エンタテインメント→インペリアルレコード）
- CANDY GO!GO!

### タクミノート
- 秋川雅史（インペリアルレコードから移籍）
- 彩風（アヤカジ）
- On/Off
- KAI
- 熊谷育美
- Sindy
- 城之内ミサ
- 永山尚太（テイチクレコードから移籍）
- 渚ようこ
- BIANCA
- 樋口了一
- ベイビーブ―
- 普天間かおり（テイチクレコードから移籍）

### インペリアルレコードインターナショナル
- 10cc
- ブレンダン・カニング（ブロークン・ソーシャル・シーン）
- バウハウス
- シャーラタンズ
- データロック
- ザ・ダットサンズ
- ドナス
- ダイナソーJr.
- デッド・ケネディーズ
- ダムド
- エヴリシング・バット・ザ・ガール
- ジェネシス
- グレゴリアン
- キャメラ
- レス・ザン・ジェイク
- レオ・セイヤー
- ラスト・デイズ・オブ・エイプリル
- リー・ナッシュ
- モグワイ
- プロテスト・ザ・ヒーロー
- ザ・パンクルズ
- クイーンアドリーナ
- REOスピードワゴン
- ザ・スティルズ
- スパークス
- ザ・サブマリンズ
- トラッシュモンキーズ
- T・レックス
- ウィンタースリープ
- ワークシャイ
- ゾンビーズ

### コンチネンタル・スター
- 池田聡
- 大澤誉志幸（大澤誉志幸with die／大澤誉志幸 & 山下久美子名義あり）
- 尾崎亜美
- 辛島美登里
- 小林明子
- 小比類巻かほる
- 鈴木聖美
- 須藤薫 & 杉真理
- 新田一郎
- 原田真二
- 平松愛理
- 南佳孝
- 山下久美子

### réveil
- NANIMONO

### ロッカンミュージック
特記がない限りAPRIGHTS、ZERO-A（2019年3月まで）との共同制作。
- 駒形友梨（共同制作：APRIGHTS）
- 立花理香
- Pyxis
- BB-voice

### I BLUE
- CYNHN
- ピンキー!ノーラ&ペトラ
- MELLOW MELLOW

### BOGUS RECORDS
- アイラヴミー
- ANTENA
- ココロオークション

### LIFE & MUSIC
- ACOON HIBINO
- 城南海
- 護得久栄昇
- 辰巳真理恵
- フォレスタ
- 山本雅也
- Yucca
- 米山浩子
- 528Hzシリーズ

### VR
- 松田樹利亜（ハミングバードレコード→cutting edge→zetima→ビクターエンタテインメント→トライクルエンタテイメント→ウェーブマスター→VR）

### Cana aria
- 田村ゆかり

## かつて所属していたアーティスト

### あ～か行
- アイ・ジョージ
- あおい輝彦（RCAビクター→エレック→テイチク→キャニオン→徳間ジャパンコミュニケーションズガウス制作室）
- 麻田マモル（キングへ移籍後、引退）
- 芦屋雁之助
- 東野純直（→東芝EMI→インディーズ）
- 淡谷のり子（昭和20年代に在籍）
- 五十嵐じゅん（現・淳子）
- 石田ひかり（現在は歌手活動休止）
- 石原裕次郎
- 稲垣潤一（東芝EMI→ファンハウス→BMGビクター・BMGジャパン(air Records)（ファンハウスと合併前）→Continental→インペリアルレコード→USM Japan→ユニバーサル ストラテジック マーケティング ジャパン）
- 内田高子（東芝音楽工業より移籍→ユニオンレコード）
- 梅宮辰夫（逝去）
- X4（XVISIONレーベル所属。2020年3月に解散）
- 大沢逸美（現在は歌手活動休止）
- All Japan Goith
- 岡真由美（現在の小林幸子）
- 小川七生
- 海援隊（エレック→BLACK→ポリドール→ユニバーサルJ→ナユタウェイブレコーズ）
- カズン（→インディーズ）
- 門あさ美（テイチク時代、「ユニオンレコード」レーベルからリリース。その後東芝EMIへ移籍）
- 雅夢（「ユニオンレコード」レーベルからデビュー。1984年12月解散）
- 河内淳貴（BMGビクター→ファンハウス→TRYCLE→VAP。その後はバンドやスタジオミュージシャン・プロデュサーとして活動中）
- 関ジャニ∞（テイチクレコード→インペリアルレコード→INFINITY RECORDS（ジェイ・ストーム内のプライベートレーベル））
- KEY WEST CLUB（ビーイング系、解散）
- 岸浩太郎（現在はアーティストとしての活動を休止）
- 北の富士
- 北原佐和子
- KIX-S（BMG JAPANより移籍、解散）
- キャッツ★アイ（解散）
- 木原慶吾（現在、佐賀にてローカルタレントとして活動）
- CRAZE（徳間ジャパンコミュニケーションズへ移籍後、解散）
- ゲルニカ（活動休止、事実上解散）
- コシミハル

### さ～は行
- THE COLLECTORS（→日本コロムビア）
- 斉藤慶子（現在はアーティストとしての活動を休止）
- 佐々木早苗
- sarah（フォーライフ→フォトンレコード→ZEBRAZONE、現在は活動休止中）
- サンハウス（解散）
- 塩まさる
- SHADY DOLLS（解散）
- JK21（→インディーズ→ビクターエンタテインメント）
- シシド・カフカ（→cutting edge）
- 篠原美也子（→東芝EMI→インディーズ）
- 清水香織（元佐々木主浩夫人、事実上引退）
- シュガー・ティッツ（現在oharu、Mayumi Sekiは各々作家活動、ソロ活動）
- 東海林太郎
- 菅原文太（逝去）
- スターダストレビュー（→日本コロムビア）
- 高田みづえ（松ヶ根親方夫人、引退）
- 田中勝己（NECアベニュー→ソニーレコード→キッズダム（PROGRAM）→ファーストスマイルエンタテインメント→EGG MUSIC→ステラ・ソングス）
- 田中傑幸
- 谷村新司（東芝EMI→ポリスター→ポニーキャニオン→インペリアルレコード→avex io）
- ダークダックス（→キング→ ポリドール→徳間ジャパンコミュニケーションズ）
- ちあきなおみ（日本コロムビア→CBSソニー（映画の主題歌を歌ったサントラ盤）→ビクターインビテーション→テイチク、現在は活動休止中）
- 千葉真一（逝去）
- つボイノリオ（テイチク[注釈 4]→エレック→CBS・ソニー→キングレコード→東芝EMI→自主制作）
- ディック・ミネ
- DREAM MAKER（XVISION所属。レーベル消滅により2020年3月解約）
- 中条きよし（キャニオンから移籍→RVC→キング→ポリドール→バンダイミュージック→徳間ジャパンコミュニケーションズガウス制作室）
- 中ノ森BAND（解散）
- 中村晃子（キングから移籍。現在は歌手活動休止）
- 羅勲児
- Non
- 野際陽子
- 浜田光夫
- 原江梨子（現：原めぐみ）
- パリテキサス（現在は内田裕也&トルーマン・カポーティロックンロールバンドとして活動）
- ザ・バーズ (双子歌手グループ)（→東芝音楽工業）
- ヒグチアイ（→ポニーキャニオン）
- Be-B（WEA移籍後和泉容に芸名変更。1999年（平成11年）に活動休止。その後2003年（平成15年）より再びBe-B名義でインディーズで活動再開）
- B21スペシャル
- 久松史奈（BMGビクターより移籍、現在はインディーズ）
- ピチカート・ファイヴ（→日本コロムビア移籍後、解散）
- ピンクリボン軍（解散）
- 藤山一郎（コロムビア→ビクター→テイチク→コロムビア、1936年 - 1939年に在籍した）
- 風吹ジュン
- BOYSTYLE（解散）
- VoThM
- 細野晴臣

### ま～わ行
- 牧葉ユミ（ミノルフォンレコードに移籍後、引退）
- MASCHERA（解散）
- 路加奈子（→ローヤルレコード）
- 美ち奴
- 三波春夫（逝去）
- メッツ（解散）
- 持田かおり（デビューシングルのみのリリース。1996年（平成8年）にEvery Little Thingボーカルとしてavex traxより再デビュー）
- 八代亜紀（→センチュリーレコード→日本コロムビア）
- 安永亜衣（現在は歌手活動休止）
- ヤプーズ
- 裕木奈江（→ソニーレコード。現在は歌手活動休止）
- 湯原昌幸（→1998年（平成10年）頃にアップフロントワークスへ移籍）
- 芳本美代子（現在歌手活動休止）
- 渡辺桂子（引退）
- 吉田拓郎（→エイベックスへ移籍）
- Y.S.P.オールスターズ（吉本興業系、楽曲制作はビーイングが担当）
- レインブック
- JELLY（1994年（平成6年）1月解散）
- 喜多村英梨（共同制作：トムス・ミュージック）
- 和田アキ子（RCAビクター→RVC→ワーナー・パイオニア→ワーナー・ミュージックジャパン→テイチクレコード→ユニオンレコード→ユニバーサルミュージック。原盤権はホリプロが管理）

## ゲームソフト
1992年（平成4年）以降、以下に挙げるゲームソフトを発売した。現在はゲームソフトの開発・販売は行っていない。
スーパーファミコン
- アクロバットミッション
- ザ・ラストバトル
- スーパー馬券王'95

PCエンジン
- ゴッドパニック 至上最強軍団

プレイステーション
- ウキウキ釣り天国シリーズ
- 水族館プロジェクト フィッシュハンターへの道
- モンスターパニッシュ
- レストランドリーム

## 鉄道関係
- 1990年代には、鉄道事業者向けの発車メロディの制作も行っていた。京都市営地下鉄の駅と、東日本旅客鉄道（JR東日本）の駅に納入実績がある。メロディの作曲は全て櫻井隆仁が手掛けた（現在、これらのメロディの管理は全て、櫻井が主宰する櫻井音楽工房に引き継がれている[19]。メロディの詳細は当該記事を参照）。
- 鉄道の前面展望等の映像を収録した「鉄道ビデオ」の製作・発売も行っている。また、この映像に運転士の喚呼や車掌のアナウンスのテロップをつけ、カラオケにした「鉄道カラオケ」をJOYSOUNDで配信している[20]。